# Iloosh Khoshabe
Iloosh Khoshabe (persisch ایلوش خوشابه) (auch als Richard Lloyd, Rod Flash oder Ilush bekannt;) (* 1932; † 17. April 2012 in Teheran) war ein iranischer Schauspieler.

## Leben
Lloyd war nach Anfängen in persischen Filmen Mitte der 1960er Jahre in einer Reihe von italienisch produzierten Abenteuerfilmen zu sehen, die im Umfeld des Booms um Maciste und Herkules gedreht wurden. Er verzichtete dabei auf einen Stuntman und übernahm alle Szenen selbst.
Entdeckt wurde er durch den internationalen Erfolg des iranischen Fantasy-Films Dandane afie (1961). Seine seltenen Auftritte in Filmen seines Heimatlandes setzten sich bis Mitte der 1990er Jahre fort.

## Filmografie (Auswahl)
- 1962: Vulcanus, der Titan (Vulcano figlio di Giove)
- 1962: Die Rache des Ali Baba (Le sette fatiche di Alì Babà)
- 1963: Herkules, Samson und Odysseus (Ercole sfida Sansone)
- 1964: Der Untergang des Leopardenreiches (Gli invincibili fratelli Maciste)